# 梶木真凜
梶木 真凜（かじき まりん、1999年9月20日 - ）は、日本の女子ラグビーユニオン選手。

## プロフィール
- 福岡県福岡市出身[1]。
- ポジションはセンター(CTB)。
- 身長 164cm、体重 70kg
- 自衛官である[2]。
- 弟の馨太もラグビー選手。

## 略歴
4歳からラグビーを始めた。
2021年、東京五輪の7人制女子日本代表内定選手に選ばれた。
2022年、ラグビーワールドカップセブンズ2022の7人制女子日本代表に選ばれた。
2024年、パリ2024五輪の7人制女子日本代表内定選手に選ばれた。